# Tesoro de los cireneos (Delfos)
El Tesoro de los cirineos fue un  tesoro de Delfos, Grecia. Sus ruinas se encuentran en el yacimiento arqueológico de Delfos, declarado Patrimonio de la Humanidad por la Unesco.

## Descripción
Fue construido por los habitantes de la ciudad de Cirene a finales del período clásico, y su fecha de construcción se estima hacia 334-322 a. C. Estaba situada en la parte oriental del santuario de Apolo, cerca del témenos, al sur de Pritaneo. Fue probablemente el último tesoro que se construyó dentro del santuario de Apolo. El edificio representaba era de estilo dórico y se asemejaba a un pequeño templo in antis. En su interior había un pronaos y una cella, que se abrían al sureste. Delante del pronaos había dos columnas (dístilo in antis). Los cimientos del edificio medían unos 7 × 5 metros. Se construyó en la parte oriental del recinto, apoyado sobre una base (crepidoma) de piedra caliza y compuesto por tres escalones. La elevación del tesoro se hizo con dos tipos de mármol de Paros y mármol pentélico. Las dependencias tenían semicolumnas en la parte interior. El edificio estaba cubierto por un tejado de mármol, cuyo cimacio estaba decorado con gárgolas en formas alternas (cabezas de león y simples tubos).  Poco del edificio ha sobrevivido a los tiempos modernos.
Los cireneos también erigieron otro Tesoro de los cireneos en Olimpia.